# Cheilodipterus
Cheilodipterus ist eine Gattung der Kardinalbarsche (Apogonidae), die im Roten Meer und im tropischen Indopazifik bis Japan und Französisch-Polynesien verbreitet ist.

## Merkmale
Cheilodipterus-Arten sind in den meisten Fällen relativ große Kardinalbarsche und erreichen Längen von 6 bis 25 cm. Ihr von Kammschuppen bedeckter Körper ist schlank, die Färbung hell mit mehr oder weniger dunklen Längsstreifen an den Kopf- und Körperseiten und einem diffusen oder deutlich sichtbaren dunkeln, manchmal gelb umrandeten Fleck oder auch ein dunkles Band auf dem Schwanzstiel. Die Schwanzflosse ist gegabelt oder eingekerbt. Prämaxillare und Unterkiefer der oft piscivoren Fische sind mit Fangzähnen, der Gaumen mit bürstenartigen Zähnen besetzt. Die Supramaxillare, ein Knochen des Oberkiefers, ist reduziert. Der Grat des Vorkiemendeckels  (Preoperculum) ist glatt, die Kanten gesägt. Magen, Darm und Peritoneum sind blass.
- Flossenformel: Dorsale 1 VI, Dorsale 2 I/9; Anale II/8, Pectorale 11–14, Caudale 9+8.
- Schuppenformel: SL 24–26.
- Wirbel 10+14.
- Rippen 8.
- Epineuralia („oberen Gräten“) 7–8.

## Arten
- Cheilodipterus alleni Gon, 1993

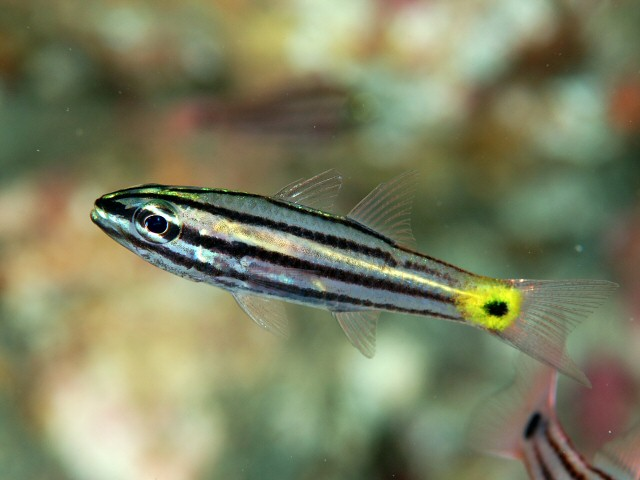
Cheilodipterus intermedius

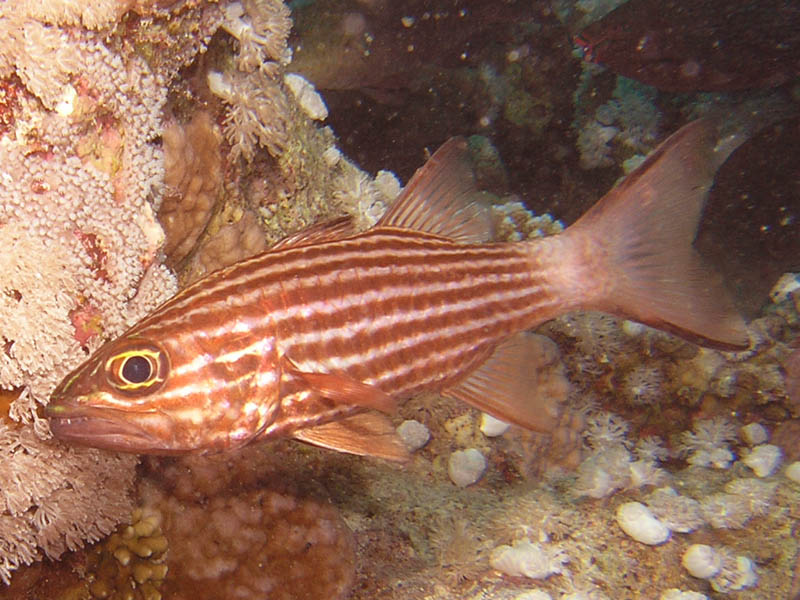
Cheilodipterus macrodon

- Cheilodipterus arabicus (Gmelin, 1789)
- Wolfskardinalbarsch (Cheilodipterus artus) Smith, 1961.
- Cheilodipterus intermedius Gon, 1993
- Cheilodipterus isostigmus (Schultz, 1940)
- Cheilodipterus lachneri Klausewitz, 1959
- Cheilodipterus macrodon (Lacepède, 1802)
- Cheilodipterus nigrotaeniatus Smith & Radcliffe, 1912
- Cheilodipterus novemstriatus (Rüppell, 1838)
- Cheilodipterus octovittatus Cuvier, 1828
- Cheilodipterus parazonatus Gon, 1993
- Cheilodipterus persicus Gon, 1993
- Cheilodipterus pygmaios Gon, 1993
- Cheilodipterus quinquelineatus Cuvier, 1828
- Cheilodipterus singapurensis Bleeker, 1860
- Cheilodipterus subulatus Weber 1909
- Cheilodipterus zonatus Smith & Radcliffe, 1912